# Pastel de choclo

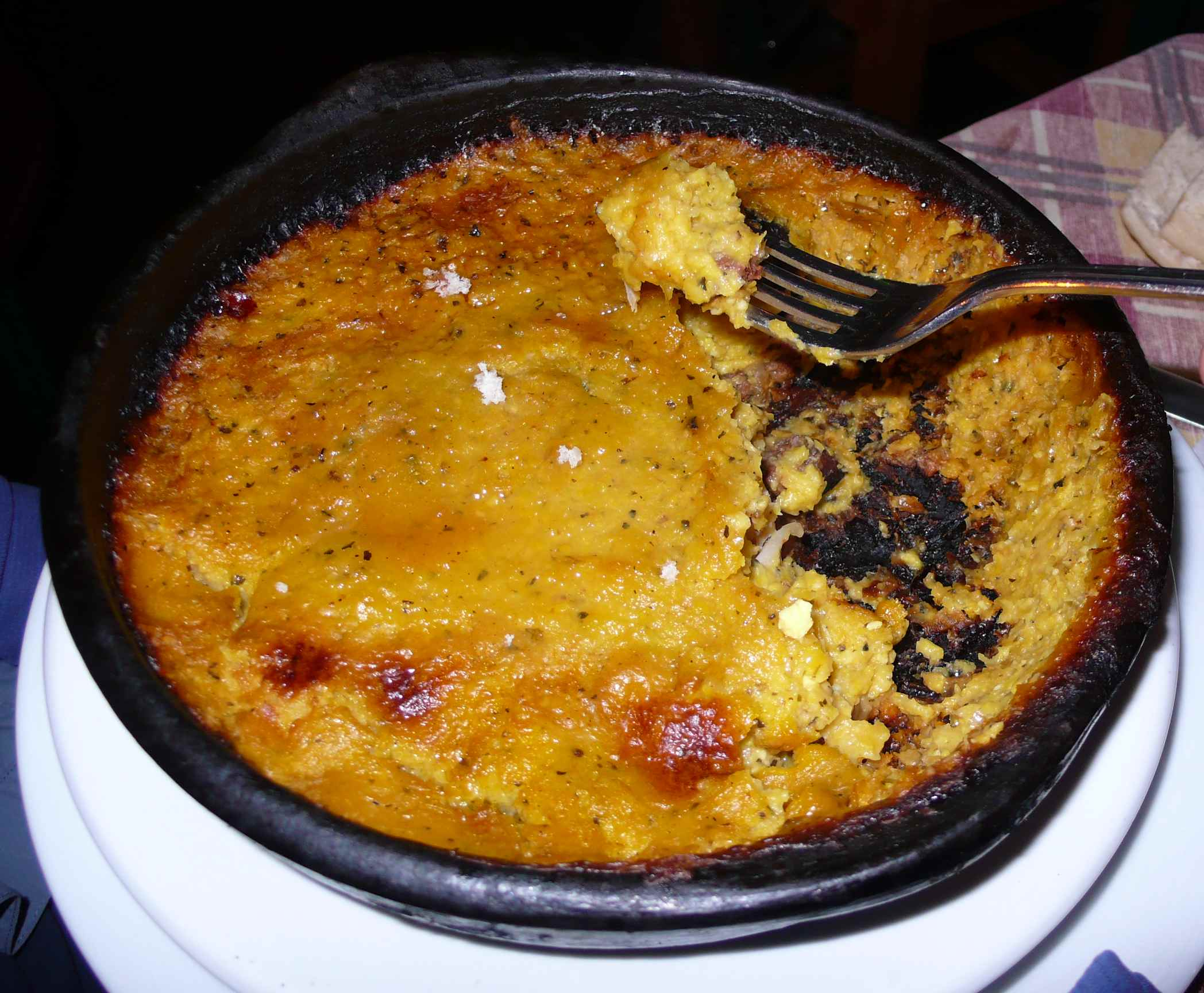
Pastel de choclo.

O pastel de choclo é um prato preparado com grão de milho terno (choclo) da cozinha tradicional peruana e chilena.

Tem carne moída ou frango, manjericão e azeitonas pretas. Pastelera é a versão sem carne ou frango.

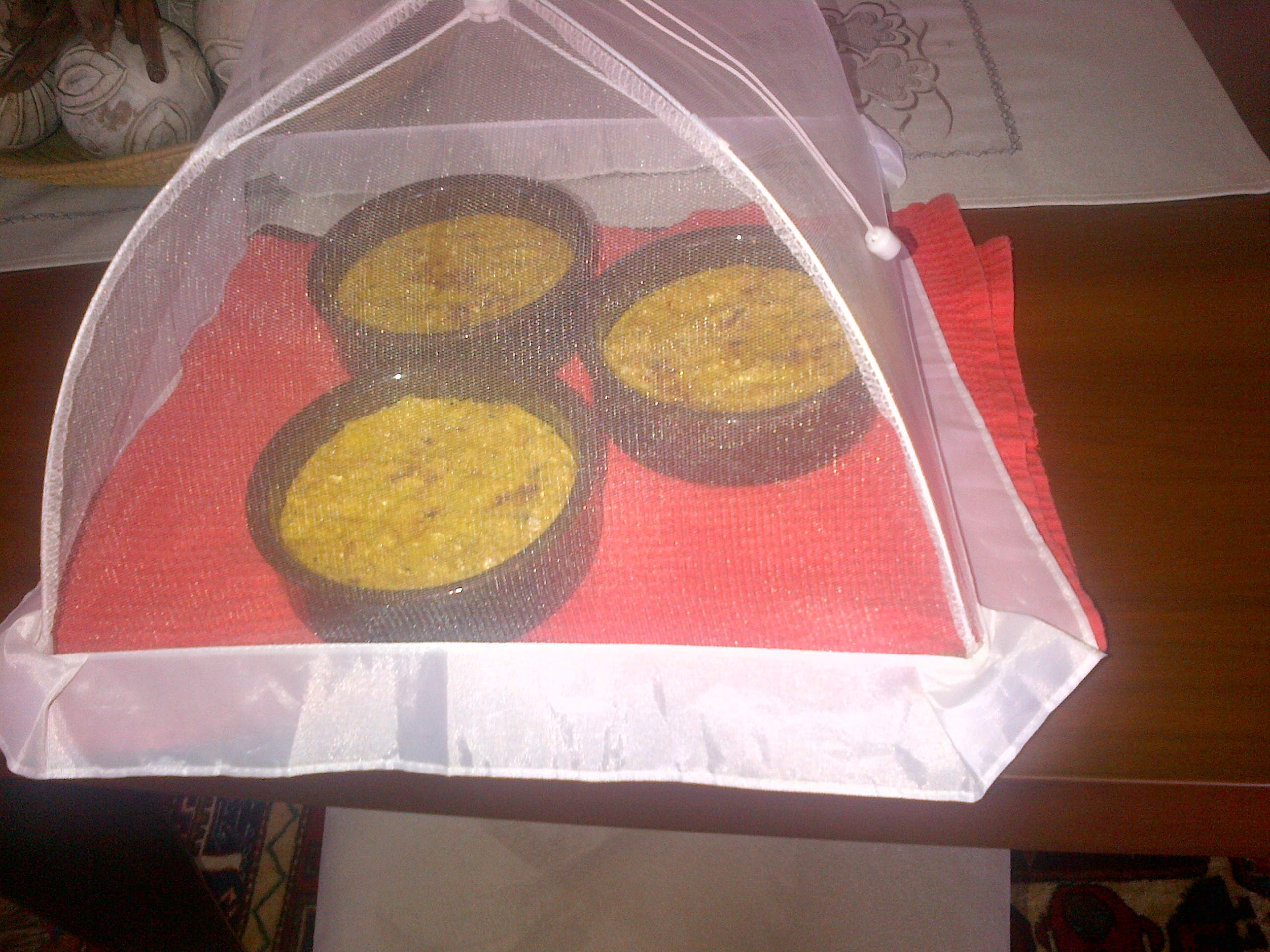
Pastelera chilena.